# Jacob Bakema

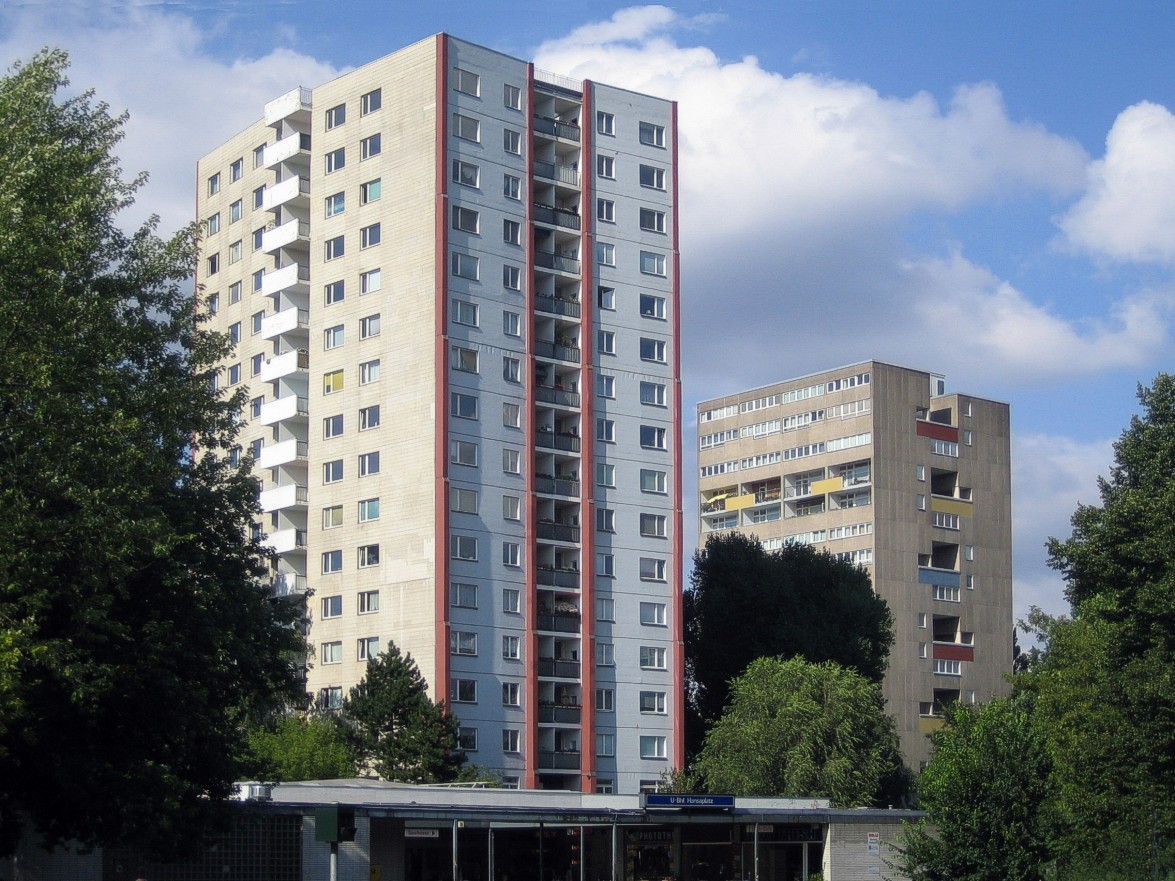
Hansakvarteret, Berlin. Byggnaden till höger har ritats av Bakema och van den Broek.

Jacob Berend (Jaap) Bakema, född 8 mars 1914 i Groningen, död 20 februari 1981 i Rotterdam, var en nederländsk arkitekt. 
Bakema studerade arkitektur i Amsterdam och var en av Nederländernas främsta modernistiska arkitekter, känd för sitt arbete med att återuppbygga Rotterdam efter andra världskriget. Bakema drev kontor från 1947 tillsammans med Jo van den Broek. Till deras mest kända verk hör gågatan Lijnbaan i Rotterdam och en aula vid Delfts tekniska universitet. 1957 deltog Bakema och van den Broek i den internationella arkitekturutställningen Interbau i Berlin med ett höghus. Arkitektkontoret existerar ännu under namnet Broekbakema.
Bakema var en av medlemmarna i Team X. Från 1964 var han professor vid Delfts tekniska universitet och från 1965 vid Hochschule für bildende Künste i Hamburg.